# Contrato de la Traición
El Contrato de la Traición es un objeto que Mantax está buscando actualmente en el Abismo original. Es un contrato simbolíco elaborado entre Takadox y la Hermandad de Makuta que indica que él ayudó a la HdM para lograr la derrota de los otros Barraki, y es por lo tanto un aliado (no un enemigo) de la Hermandad. En Bionicle Legends #8: Caída, Mantax encontrará el objeto y lo expondrá a los otros Barraki para revelar al portador original. Estos son algunos hechos sabidos:
- El objeto le perteneció a Takadox
- Este objeto es pequeño
- El objeto no está en su localización anterior, debido al Gran Cataclismo
- El objeto tiene una energía simbólica
- Los otros Barraki han visto un objeto de una clase similar
- Se hace de piedra
- La Hermandad de Makuta sabe del objeto y tiene una idea de quien lo puso ahí
- Este objeto fue puesto donde estaba en Pre-Cataclismo, hace 80.000 años
- Este objeto puede chantajear a alguien con excepción de la Hermandad de Makuta
- Este objeto no tiene nada que ver con la Orden de Mata Nui, los Cazadores Oscuros o con Makuta
- Este objeto no ha aparecido en el storyline del 2001
- Este objeto es una especie de conexión entre Takadox y la Hermandad. Actúa de modo que la Fraternidad ayude Takadox mientras que Takadox ayude a la Hermandad
- No todos pueden utilizarlo, porque ya ha sido utilizado
- Ehlek no es el traidor, porque, como Mantax, él cree también que alguien traicionó a los Barraki

- Datos: Q5785281